# Rondellus
El rondellus es una técnica de composición musical escrita para tres voces que se empezó a practicar durante el siglo XIII en Inglaterra, así como una forma musical compuesta siguiendo esta técnica típica de la Edad Media. La función del uso del rondellus, al igual que ocurre con la polifonía en general, en la música sacra medieval es la de enfatizar la alegría de una festividad.

## Técnica compositiva
El rondellus, entendido como técnica de composición, tiene sus raíces en el efecto conocido como intercambio de voz o, más concretamente, intercambio de frase. Se debe dar un intercambio de material melódico entre varias voces o partes siguiendo un patrón temporal. Esta técnica fue aplicada con profusión en los conducti y motetes ingleses de finales del siglo XIII y principios del siglo XIV, pero no ha sido utilizada para una pieza entera. Por ejemplo: 
```
A
 B C  
D
 E F
C 
A
 B  F 
D
 E
B C 
A
  E F 
D
```

Las letras en negrita representan que la música va con el texto y las demás letras son melismáticas. Este procedimiento es una proyección horizontal de un esquema armónico simple y se articula mediante intervalos de tercera, quinta y octava. Los compositores ingleses del siglo XIII aplicaron de dos maneras diferentes la técnica de intercambio de voces a la textura musical en tres partes preferida por ellos. La voz más grave, denominada tenor o pes, puede ser una voz independiente construida a partir de la repetición de una frase, o bien puede participar igualmente en el intercambio de melodías con el resto de las voces.
- Aplicando el intercambio solamente a las dos voces superiores, que se apoyan sobre un tenor o pes repetitivo.
- Aplicando un intercambio de voz triple, es decir, una melodía que consta no de dos, sino de tres elementos bastante concisos, todos los cuales se combinan simultáneamente.

La utilización del rondellus, así como ocurre con la polifonía, denota una intención de enfatizar la alegría de una festividad en la música de iglesia. En los ejemplos más antiguos se tomaban prestados textos de himnos preexistentes, que normalmente eran interpretados en canto llano, pero en una determinada fecha se cantaban aplicando la técnica del rondellus. El intercambio de voces y el rondellus servía para animar las caudas melismáticas del conductus. En algún caso, la evidencia parece indicar que se llegó a aplicar poesía a algunos de estos rondellus caudas. Varios conductus ingleses demuestran que la técnica del rondellus podía emplearse tanto en secciones textuales como en caudas. El intercambio de voces sobre pes y rondellus también se aplicó en los tropos introductorios a la configuración polifónica de los versos y, especialmente, a las partes solistas en las respuestas de los aleluyas.

## Historia
Diversos autores de la época mencionan estas innovaciones musicales en sus obras. Giraldus Cambrensis dio el siguiente informe sobre la música de Gales en su Descriptio Kambriae (1194):

«Cuando hacen música juntos, no cantan sus canciones al unísono, como se hace en otros lugares, sino por partes, con muchos modos [modis] y frases [modulis] [simultáneos], de modo que en una multitud de cantores… se escucharían tantas canciones e intervalos diferentes [discrimina vocum varia] como cabezas se pudieran ver; sin embargo, todos concuerdan en un canto polifónico [organicam melodiam] consonante [consonantiam; recte? consonantem], marcado por el encantador deleite del si bemol [¿Fa mayor?].»

Se cree que Giraldus está describiendo el rondellus debido a la probable procedencia de las fuentes inglesas que por primera vez transmiten piezas que exhiben esta técnica. Si bien son cinco o más décadas posteriores a esta obra, algunos de ellos parecen haberse originado en localidades de 30 a 60 km al este de Gales. El rondellus y otras técnicas relacionadas fueron prominentes en estas áreas desde las cuales se extendieron y parecen remontarse al menos al cambio de siglo. Determinadas piezas como el canon Sumer is icumen in y sus presuntos antecedentes, así como un motete doble francés titulado Hare, hare, hye / Balaam goudalier / Balaam que se burla de los goudaliers o devoradores de buena cerveza ingleses y escoceses. Esta composición, fechada en el segundo cuarto del siglo XIII, es el único motete continental cantus firmus de la época en el que las voces superiores establecen un intercambio de voces, procedimiento que fue posible gracias a la inusual selección de una secuencia en el tenor. Este motete constituye un argumento de peso para suponer que la práctica musical de la parodia, abandonada por los compositores franceses como resultado de su decreciente interés en el conductus y el organum, era conocida como típica y tal vez una rareza inglesa hacia 1225.
Después de 1300 se aceptaron la décima o la duodécima como intervalos contrapuntísticos máximos entre las voces externas de la polifonía. Esta expansión de las voces más allá de la octava hizo que el intercambio de voces y en especial el rondellus se convirtieran en prácticas decadentes. Los pasajes individuales de intercambio de voces fueron cada vez más extensos y varias obras muestran una hipertrofia característica de muchas especies de arte en su etapa tardía. La máxima complejidad expansiva se alcanzó en dos largas composiciones Virgo Maria patrem parit / Virgo Maria flos divina y Tu civium primas / Tu celestium primas. En ambas piezas la lógica indica que las segundas mitades de las dos voces deben sonar junto con la primera. Los rondellus continentales son relativamente escasos. Involucraban las tres voces, su contrapunto no solía ser de gran complejidad en Intercambio de voces.
El teórico de la música Walter Odington menciona el rondellus en su tratado De speculatione musicae (1250–1320). Odington afirma que si todas las voces no cantan todas las melodías por orden nos encontraríamos ante un conductus en lugar de un rondellus.

«Y cuando lo que es cantado por uno puede ser cantado por todos por turnos, tal melodía se llama rondellus, es decir, una melodía rotacional o redondeada... Los rondelli se deben componer de la siguiente manera: inventar una melodía, lo más bella posible... A esta melodía, con o sin texto, y canta da por cada uno, se le debe colocar una o dos más en consonancia con ella. Cada uno canta así la parte del otro [es decir, en alternancia].»

## Terminología y formas similares
Existen diversas formas musicales que presentan similitudes incluso en sus nombres, ya que muchos de ellos hacen referencia a que siguen un esquema circular. Veamos las diferencias entre rondellus y rota:
- Rondellus es el equivalente latino de la palabra rondeau, que aparece en los tratados medievales continentales. Surgió con anterioridad a la rota. En este caso todas las voces empiezan a cantar a la vez y todas comparten el mismo material melódico.
- Rota, round o ronda es un canon al unísono con entradas sucesivas. De tal manera, que una voz comienza a interpretar la melodía y posteriormente se van uniendo por turnos las siguientes voces para empezar a cantar esa misma melodía. Es un antecedente del canon.

Walter Odington, por su parte, señaló la estrecha relación existente entre rondellus y conductus, afirmando que cualquier composición polifónica que exhiba todas las características del rondellus salvo su técnica imitativa sería un conductus.

## Discografía
- 1997 – Manuscrits de Tours. Chants de fête du XIIIe siècle. Antoine Guerber, Diabolus in Musica. (Studio)  (Contiene rondellus del siglo XIII)